# Kurt Edel
Kurt Edel (* 17. September 1920 in Weißenfels; † 2. März 1987 in Ost-Berlin) war ein deutscher Leichtathlet und ranghoher Sportfunktionär in der Deutschen Demokratischen Republik (DDR). Von 1951 bis 1955 war er Präsident des Nationalen Olympischen Komitees für Ostdeutschland.

## Leben
Kurt Edel wurde 1920 in Weißenfels geboren und gehörte im Jahr 1940 der Mannschaft des Berliner Sport-Clubs an, welche die deutsche Leichtathletik-Mannschaftsmeisterschaft gewann. Nach dem Zweiten Weltkrieg absolvierte er in den Jahren 1945 und 1946 ein Sportlehrerstudium an der Universität Halle und anschließend am Institut für Leibesübungen in Hamburg. 1946 wurde er für den Hamburger SV startend Deutscher Meister über 400 Meter und mit der 4-mal-400-Meter-Staffel, nachdem er im gleichen Jahr bereits die Zonenmeisterschaft der Britischen Besatzungszone im 400-Meter-Lauf gewonnen hatte. Weil er als Antifaschist mit der inkonsequenten Entnazifizierung in Hamburg nicht einverstanden war, ging er zurück in die Sowjetische Besatzungszone, blieb jedoch als Ehrenmitglied dem HSV verbunden. In den Jahren 1948 und 1949 gewann er die Zonenmeisterschaft über 400 Meter in der Sowjetischen Besatzungszone. Von 1947 bis 1949 war er als Mitarbeiter für körperliche Ausbildung bei der Landespolizeibehörde Brandenburg sowie kurzzeitig als Hauptreferent für Sportfragen bei der Hauptverwaltung der Deutschen Volkspolizei tätig.
Nach Gründung der DDR wurde er als zuständiger Mitarbeiter für Sportpolitik in das Innenministerium übernommen und ab 1951 erster Präsident des Nationalen Olympischen Komitees für Ostdeutschland. In den innerdeutschen Verhandlungen mit Vertretern des westdeutschen Nationalen Olympischen Komitees für Deutschland wurde er wegen des westdeutschen Alleinvertretungsanspruchs nicht als gleichberechtigter Gesprächspartner anerkannt. Außerdem gab es wechselseitige Akzeptanzprobleme dadurch, dass er sich als jüngeres antifaschistisch gesinntes SED-Mitglied mit älteren NS-belasteten Sportfunktionären wie Adolf Friedrich zu Mecklenburg, Carl Diem oder Karl Ritter von Halt auseinandersetzen musste. Die Verhandlungen mit den Vertreten des NOKs für Deutschland und dem Internationalen Olympischen Komitees (IOC) über den Status der DDR-Athleten und des NOKs für Ostdeutschland verliefen für die DDR-Führung ohne annehmbare Ergebnisse, sodass an den Olympischen Spielen 1952 keine Sportler aus der DDR teilnahmen. Karl Ritter von Halt hatte die Gespräche mit den DDR-Vertretern über die Bildung einer gesamtdeutschen Mannschaft zur Olympiade 1952 so geführt, „dass sie ergebnislos verlaufen mussten“ Vier Jahre später trat Kurt Edel auf Verlangen des IOC zurück, nachdem das NOK für Ostdeutschland unter seiner Führung die Lausanner Vereinbarung zur Aufstellung einer gesamtdeutschen Mannschaft mit dem Nationalen Olympischen Komitee für Deutschland gekündigt hatte. Nachdem ihn die Deutsche Hochschule für Körperkultur mit dem akademischen Titel Diplom-Sportlehrer ausgezeichnet hatte, wurde er zum Hauptmann der Staatssicherheit befördert. Von 1960 bis 1970 fungierte er als Generalsekretär der Olympischen Gesellschaft der DDR. Er starb 1987 in Ost-Berlin und blieb bis zu seinem Tod Mitglied des DDR-NOK.